# هولم (پینه‌برگ)
هولم (به آلمانی: Holm) یک شهر در آلمان است که در Pinneberg واقع شده‌است. هولم ۳٬۱۱۹ نفر جمعیت دارد.